# L'estiu que em vaig enamorar
L'estiu que em vaig enamorar (títol original en anglès, The Summer I Turned Pretty) és una sèrie de televisió  de drama romàntic estatunidenca produïda per Prime Video, basada en la trilogia de novel·les juvenils escrites per Jenny Han. S'ha subtitulat al català.

## Trama
La sèrie segueix la història de la Belly (Lola Tung), una adolescent que comença a experimentar l’amor i el desig quan crida l’atenció dels germans Fisher, Conrad (Christopher Briney), el germà gran i reservat, i Jeremiah (Gavin Casalegno), més simpàtic i obertament bisexual. Tots tres han crescut junts gràcies a l’amistat de les seves mares, i l’arribada de l’adolescència transforma la seva relació. Paral·lelament, la sèrie tracta temes com la malaltia, ja que Susannah (Rachel Blanchard), la mare dels Fisher, pateix un càncer amb mal pronòstic.

## Rebuda per part del públic
La primera temporada es va estrenar a l’estiu de 2022 i es va convertir en la sèrie més vista de la plataforma durant el seu primer cap de setmana. La segona temporada, estrenada l’estiu de 2023, va duplicar el nombre d’espectadors en els seus tres primers dies respecte a la temporada anterior.Segons Amazon, la segona temporada va ser la segona sèrie més vista de la història de la plataforma entre dones d’entre 18 i 34 anys, fins al moment de la seva emissió.